# Autostrada A42 (Franța)
Autostrada A42 este o autostradă franceză care leagă Lyon de Pont-d'Ain, unde se intersectează cu A40. Aceasta oferă conexiuni către Dole și Strasbourg prin A39, precum și către Geneva și Chamonix.
Astfel, autostrada A42 permite accesul direct către Franche-Comté, Lorena, Alsacia, Germania și Elveția, evitând traficul intens de pe A6 în valea Saône. De asemenea, aceasta deservește comunele suburbane din nord-estul Lyonului.
Autostrada A42 face parte din E611 și constituie un trunchi comun pentru mai multe fluxuri de trafic:
- Lyon – Bourg-en-Bresse – Strasbourg
- Lyon – Geneva – Chamonix – Italia
- Strasbourg – Grenoble/Chambéry, între A40 și A432

Autostrada A42 este continuarea directă a A39, aspect vizibil atât în configurația nodului rutier cu A40, cât și în cea a intersecției dintre A39 și A40.
Începând cu 1998, odată cu deschiderea tronsonului Dole – Bourg-en-Bresse al A39, traficul pe A42 a crescut considerabil. Aceasta a determinat extinderea parțială la 2x3 benzi, însă pe segmentele care au rămas la 2x2 benzi, autostrada atinge aproape capacitatea maximă în zilele de plecări masive. Orice încetinire a traficului provoacă imediat ambuteiaje.

## Istoric
Declarații de utilitate publică:
- 15 martie 1968: Tronsonul La Boisse – Dagneux (ieșirile 5.1 – 6)[1] (declarația de utilitate publică a fost abandonată și înlocuită în 1976).
- 22 octombrie 1976: Tronsonul Neyron – Dagneux (A46 – ieșirea 6)[2] (declarația a fost prelungită pe 15 octombrie 1981[3] și 28 octombrie 1983[4]), înlocuind declarația de utilitate publică din 1968 pentru acest segment.
- 16 februarie 1978: Tronsonul Lyon – Neyron (RD383 – A46)[5].
- 16 iulie 1979: Tronsonul Dagneux – Pont-d'Ain (ieșirea 6 – A40)[6] (declarația a fost prelungită pe 13 iulie 1984[7][8]).
- 22 iunie 1988: Nod rutier Pont-d'Ain (ieșirea 9)[9].
- 3 iunie 2005: Nod rutier La Boisse – Montluel (ieșirea 5.1).
- 3 iunie 2005: Tronsonul Beynost – Meximieux (A432 – capăt provizoriu), lărgire la 2x3 benzi.

Puneri în funcțiune:
- 16 iunie 1978: Nod rutier și podul Croix-Luizet (RD383 – capăt provizoriu, mal drept).
- 1982: Sectorul Croix-Luizet – mal drept (capăt provizoriu, mal drept – ieșirea 1b).
- 12 aprilie 1983: Tronsonul Croix-Luizet – mal drept – Chazey-sur-Ain (ieșirea 1b – capăt provizoriu).
- 25 noiembrie 1988: Tronsonul Chazey-sur-Ain – Pont-d'Ain (capăt provizoriu – A40).
- Iunie 1993: Tronsonul Neyron – Beynost, PK 4,329 – 9,070 (A46 – ieșirea 5), lărgire la 2x3 benzi.
- Decembrie 2006: Tronsonul Beynost – Meximieux, PK 9,070 – 26,100 (ieșirea 5 – ieșirea 7), lărgire la 2x3 benzi.
- Iunie 1993: Tronsonul Neyron – Beynost, PK 4,329 – 9,070 (A46 – ieșirea 5), lărgire la 2x3 benzi.
- Decembrie 2006: Tronsonul Beynost – Meximieux, PK 9,070 – 26,100 (ieșirea 5 – ieșirea 7), lărgire la 2x3 benzi.

## Traseu
| De la A40 până la ieșirea 7; tronson cu taxă, în sistem închis, concesionat către APRR.       | |             |
| Intersecție                                                                                   | Nod rutier între A40 și A42: Paris, Strasbourg, Bourg-en-Bresse; Milano, Geneva, Oyonnax.                               | A40 E21 E62 |
| A40 E21 E62                                                                                   | |             |
| A42 E611                                                                                      | |             |
| 9 - Pont-d'Ain                                                                                | Oraș deservit: Pont-d'Ain.                                                                                              |             |
| 8 - Ambérieu-en-Bugey                                                                         | Orașe deservite: Chambéry, Lagnieu, Ambérieu-en-Bugey.                                                                  | RD77e       |
|                                                                                               | Zone de odihnă: Brotteaux (sens Bourg-en-Bresse - Lyon); Chazey-sur-Ain (sens Lyon - Bourg-en-Bresse).                  |             |
| 7 - Pérouges                                                                                  | Orașe deservite: Lagnieu, Meximieux, Pérouges, P.I. Plaine de l'Ain.                                                    | RD124       |
| De la ieșirea 7 până la ieșirea 6; tronson gratuit, cu bilet, concesionat către APRR.         | |             |
|                                                                                               | Limitare la 130 km/h (sens Lyon - Bourg-en-Bresse).                                                                     |             |
| 6 - Balan                                                                                     | Orașe deservite: Balan, Dagneux, Montluel.                                                                              | RD1084      |
| De la ieșirea 6 până la ieșirea 5; tronson cu taxă, în sistem închis, concesionat către APRR. | |             |
|                                                                                               | Zone de servicii: Lyon - Montluel (sens Bourg-en-Bresse - Lyon); Lyon - Dagneux (sens Lyon - Bourg-en-Bresse).          |             |
| 5.1 - La Boisse-Montluel                                                                      | Orașe deservite: La Boisse, Montluel.                                                                                   | RD1084      |
| Intersecție                                                                                   | Nod rutier între A432 și A42: Marsilia, Saint-Étienne, Grenoble, Chambéry, Aeroportul Lyon–Saint Exupéry; Paris, Mâcon. | A432        |
|                                                                                               | Punctul de taxare Beynost.                                                                                              |             |
| 5 - Saint-Maurice-de-Beynost                                                                  | Orașe deservite: Geneva, Saint-Maurice-de-Beynost, Beynost, Montluel, Miribel.                                          | RD1084A     |
| De la ieșirea 5 până la A46; tronson gratuit, concesionat către APRR.                         | |             |
| 4 - Miribel                                                                                   | Zonă deservită: Parcul Miribel-Jonage.                                                                                  |             |
| Intersecție                                                                                   | Nod rutier între A46 și A42: Paris, Villefranche-sur-Saône, Rillieux-la-Pape.                                           | A46 E15     |
|                                                                                               | Trecerea din departamentul Ain în zona metropolitană Lyon.                                                              |             |
| Intersecție                                                                                   | Nod rutier între RN346 și A42: Marsilia, Grenoble.                                                                      | RN346 E15   |
| 1a - Vaulx-en-Velin                                                                           | Oraș deservit: Vaulx-en-Velin (nod rutier parțial).                                                                     |             |
| 1/1b - Vaulx-en-Velin                                                                         | Oraș deservit: Villeurbanne, Vaulx-en-Velin, Parcul Miribel-Jonage (nod rutier parțial).                                |             |
| Intersecție                                                                                   | Nod rutier între RD383 și A42: Marsilia, Grenoble, Porte de Cusset; Paris, Porte de la Doua.                            | RD383       |
| A42 E611                                                                                      | |             |